# رئيس إثيوبيا
رئيس إثيوبيا هو رئيس دولة إثيوبيا. يعتبر هذا المنصب شرفيا إلى حد كبير، حيث تقع السلطة التنفيذية في يد مجلس الوزراء برئاسة رئيس الوزراء. الرئيس الحالي هو تايي أتسكي سيلاسي، الذي تولى منصبه في 7 أكتوبر 2024. يتم انتخاب الرؤساء من قبل الجمعية البرلمانية الاتحادية لمدة ست سنوات.

## تاريخ
لقد تطور دور رئيس الدولة في إثيوبيا وتغير من خلال التحول السياسي الذي شهدته إثيوبيا. كان إمبراطور إثيوبيا هو رئيس دولة إثيوبيا قبل ثورة 1974. في أعقاب الانقلاب العسكري عام 1974 وإلغاء الأنظمة الملكية في إثيوبيا ، تم تنفيذ دور رئيس الدولة من قبل رئيس الحكومة العسكرية المؤقتة لإثيوبيا الاشتراكية باعتباره الرئيس الفعلي لإثيوبيا.

#### الحكومة العسكرية المؤقتة لإثيوبيا الاشتراكية (PMGSE) – (1974–1987)
كان رئيس الحكومة العسكرية المؤقتة لإثيوبيا الاشتراكية هو رئيس الدولة والرئيس الفعلي لإثيوبيا. وكان أول رئيس للحكومة العسكرية المؤقتة هو الفريق أول أمان أندوم، الذي كان أيضًا رئيسًا للأركان العامة للقوات المسلحة الإثيوبية .

#### جمهورية إثيوبيا الديمقراطية الشعبية (PDRE) – (1987–1991)
تم إنشاء الرئاسة رسميًا بموجب دستور عام 1987، والذي أسس جمهورية إثيوبيا الديمقراطية الشعبية . تم انتخاب الرئيس لمدة خمس سنوات من قبل المجلس التشريعي الوطني ، دون وجود حدود لفترة الولاية. كانت الرئاسة هي الرئيس التنفيذي لإثيوبيا. وكان الرئيس أيضًا رئيسًا لمجلس الدولة، الذي ترأس بصفته مشرعًا خلال جلسة إجازة الشينغو. كان للرئيس سلطة تنفيذية رئيسية للحكم بالمراسيم إذا لزم الأمر وكان أيضًا القائد الأعلى للقوات المسلحة الإثيوبية . وكان الرئيس الوحيد بموجب دستور عام 1987 هو منجستو هايلي ماريام من عام 1987 إلى عام 1991. بعد هروب منغستو هايلي ماريام إلى المنفى، تولى تيسفاي جبري كيدان منصب الرئيس بالنيابة لإثيوبيا لمدة ستة أيام فقط.

#### الحكومة الانتقالية في إثيوبيا (TGE) – (1991-1995)
أدت نهاية الحرب الأهلية الإثيوبية في 28 مايو 1991 إلى نهاية دستور جمهورية إثيوبيا الديمقراطية الشعبية . وتم تشكيل دستور مؤقت جديد وحكومة انتقالية لإثيوبيا . كانت الحكومة الانتقالية في إثيوبيا عبارة عن نظام شبه رئاسي بحكم الأمر الواقع حيث كان الرئيس رئيسًا للدولة ورئيس الوزراء رئيسًا للحكومة. خلال فترة الحكومة الانتقالية في إثيوبيا، كانت الرئاسة تتمتع بسلطات تنفيذية رئيسية، بما في ذلك تعيين وإقالة رئيس الوزراء والقائد العام للقوات المسلحة الإثيوبية. الرئيس الوحيد الذي خدم في الحكومة الانتقالية لإثيوبيا كان ميليس زيناوي .

#### جمهورية إثيوبيا الديمقراطية الاتحادية (FDRE) – (1995 إلى الوقت الحاضر)
وفي عام 1995، أُعلن عن مسودة دستور جديد باعتباره دستور جمهورية إثيوبيا الفيدرالية الديمقراطية. أدى دستور إثيوبيا لعام 1995 إلى تحويل إثيوبيا إلى جمهورية برلمانية، مما جعل الرئاسة فعليًا رئيسًا شرفيًا وغير سياسي للدولة.
يمنح دستور جمهورية إثيوبيا الفيدرالية الديمقراطية صراحة السلطة التنفيذية لمجلس الوزراء ويسمي رئيس الوزراء رئيسًا تنفيذيًا والقائد الأعلى الشرعي للقوات المسلحة الإثيوبية. ومع ذلك، فإن الرئيس يرأس البلاد بصفته القائد الأعلى للقوات المسلحة الإثيوبية.
أول رئيس لجمهورية إثيوبيا الفيدرالية الديمقراطية كان نيغاسو جيدادا ، الذي خدم من عام 1995 إلى عام 2001. كانت سهلى ورق زودي أول رئيسة لجمهورية إثيوبيا منذ عام 2018 وحتى عام 2024. الرئيس الحالي هو تايي أتسكي سيلاسي منذ 7 أكتوبر 2024.

## ترشيحات وتعيين الرئيس
تقوم الجمعية البرلمانية الاتحادية بترشيح المرشح لمنصب الرئيس. إن مدة ولاية الرئيس ليست مرتبطة بولاية الجمعية البرلمانية الفيدرالية لضمان الاستمرارية في الحكومة والطابع غير الحزبي للمنصب.
مدة ولاية الرئيس ست سنوات. اعتبارًا من عام 2021، لا توجد حدود لفترة ولاية الرئيس في دستور إثيوبيا. عند انتخابه وفقاً للدستور، يقدم الرئيس نفسه أمام الجمعية البرلمانية الفيدرالية قبل أن يتولى مسؤولياته كرئيس، ويعلن الولاء للدستور وشعب إثيوبيا بالكلمات التالية:
"أنا، عندما أبدأ في هذا التاريخ مسؤوليتي كرئيس للجمهورية الفيدرالية الديمقراطية في إثيوبيا، أتعهد بأن أنفذ بأمانة المسؤولية العالية الموكلة إلي."

## الصلاحيات والواجبات
ينص الدستور الإثيوبي لعام 1995 على واجبات وصلاحيات رئيس الجمهورية لتشمل ما يلي:
1. يفتتح الرئيس الجلسة المشتركة للجمعية البرلمانية الاتحادية في بداية دوراتها السنوية.
2. ويعلن الرئيس في الجريدة الرسمية القوانين والاتفاقيات الدولية التي يقرها مجلس النواب وفقا للدستور.
3. ويعين الرئيس بناء على توصية رئيس الوزراء السفراء والمبعوثين الآخرين لتمثيل البلاد في الخارج.
4. الرئيس يتسلم أوراق اعتماد السفراء والمبعوثين الخاصين الأجانب.
5. يمنح الرئيس الأوسمة والجوائز والهدايا وفقاً للشروط والإجراءات التي يحددها القانون.
6. ويمنح الرئيس بناء على توصية رئيس مجلس الوزراء الألقاب والجوائز العسكرية العليا.
7. ويمنح الرئيس العفو وفق الشروط والإجراءات التي ينص عليها القانون.

لا يلزم توقيع صلاحيات الرئيس وواجباته من قبل رئيس الوزراء لكي تكون صالحة. جميع الأدوار المذكورة هي صلاحيات مستقلة للرئيس. يمثل الرئيس الدولة في مختلف الوفود والاجتماعات والمنابر الدولية التي قد تتطلب حضور رئيس الدول.

## خلافة
إذا كان الرئيس غير قادر على رئاسة وممارسة واجباته بسبب المرض أو الوفاة أو الاستقالة أو الإدانة أو العزل، فإن مجلسي الجمعية البرلمانية الاتحادية يعينان على الفور رئيسًا بالإنابة. في غضون أسبوع واحد فقط، سوف تجتمع الجمعية البرلمانية الفيدرالية في دورة استثنائية لانتخاب الخليفة وإعلان الرئيس الجديد. 

## حماية
يتمتع رئيس إثيوبيا بحماية الحرس الجمهوري ، وهي وحدة مسلحة خاصة تابعة لقوات الدفاع الوطني الإثيوبية . وحدة مكافحة الإرهاب التابعة للحرس الجمهوري مسؤولة عن حماية القصر الرئاسي المعروف باسم قصر اليوبيل ‏ . وتحمل وحدة مكافحة الإرهاب بنادق هجومية ثقيلة مثل تافور-21 الإسرائيلية الصنع وبنادق M-4 الأمريكية وقناصة بعيدة المدى قادرة على اختراق الزجاج المضاد للرصاص. ويستخدم الحرس الجمهوري أيضًا المروحيات والمركبات المدرعة.